# 晚白柚
晚白柚（學名:Citrus maxima (Burm.) Merr. cv. Wanbei Yu）是一種水果，屬於柑橘屬，是柚的栽培變種，可產出極大的果實。果實形狀扁圓或圓, 果皮光滑。原產地為馬來半島，它和柚同屬於喬木。
2014 年 12 月 25 日，日本熊本縣八代市舉辦的晚白柚大賽上，來自日本的園田誠二 (Seiji Sonoda) 向金氏世界紀錄提交了晚白柚果實，成為世界上最重的柚子。該樣本重 4.8597 千克（10 磅 11.3 盎司）， 周長 83.5 厘米（32.8 英寸）。
由於其溫和的酸度和宜人的甜味，晚白柚的果實在日本非常受歡迎，適合新鮮食用。它還用於生產果凍、果醬及糖果。
日本2010年時的晚白柚產量為971噸，其中97%產自熊本縣。在日本，它是熊本縣八代地區（包括八代市及毗鄰的冰川町）的特產。

## 來源及名稱
晚白柚如今主要被視為日本的柑橘，亦被列為日本最受歡迎的柚子品種，是該國最炎熱的地區所生產的優質水果。 儘管如此，其起源可能在馬來半島。
1920年，植物學家島田彌市在越南時於一艘船上發現一種非常美味的柑橘類水果（即晚白柚），於是他從西貢的植物園索取植株，並將它們帶到日本。 但當時晚白柚的栽培方法還不為人所知，因此晚白柚當時在日本沒有流傳開來。
1930年，晚白柚品種從台灣引進鹿兒島縣的果樹研究場，並在最適合的產地熊本縣八代地區紮根。 經過選育，晚白柚已成為八代市的特產。由於引自台灣，有時晚白柚也被稱為台灣柚子。

## 描述
晚白柚果樹很大，生長旺盛。 新芽長有毛，葉子的背面也是如此。 果實很大，近球形，直徑普遍達20厘米、重約2公斤。果髓厚，淡黃色，光滑。 果肉同樣呈淡黃色，堅實而鮮嫩多汁，甜酸平衡，分成15-18節，壁薄而堅韌。 果實在中晚季收穫，並可保鮮數月。

## 日本文化
在日本，晚白柚會被用作治療感冒的藥物。

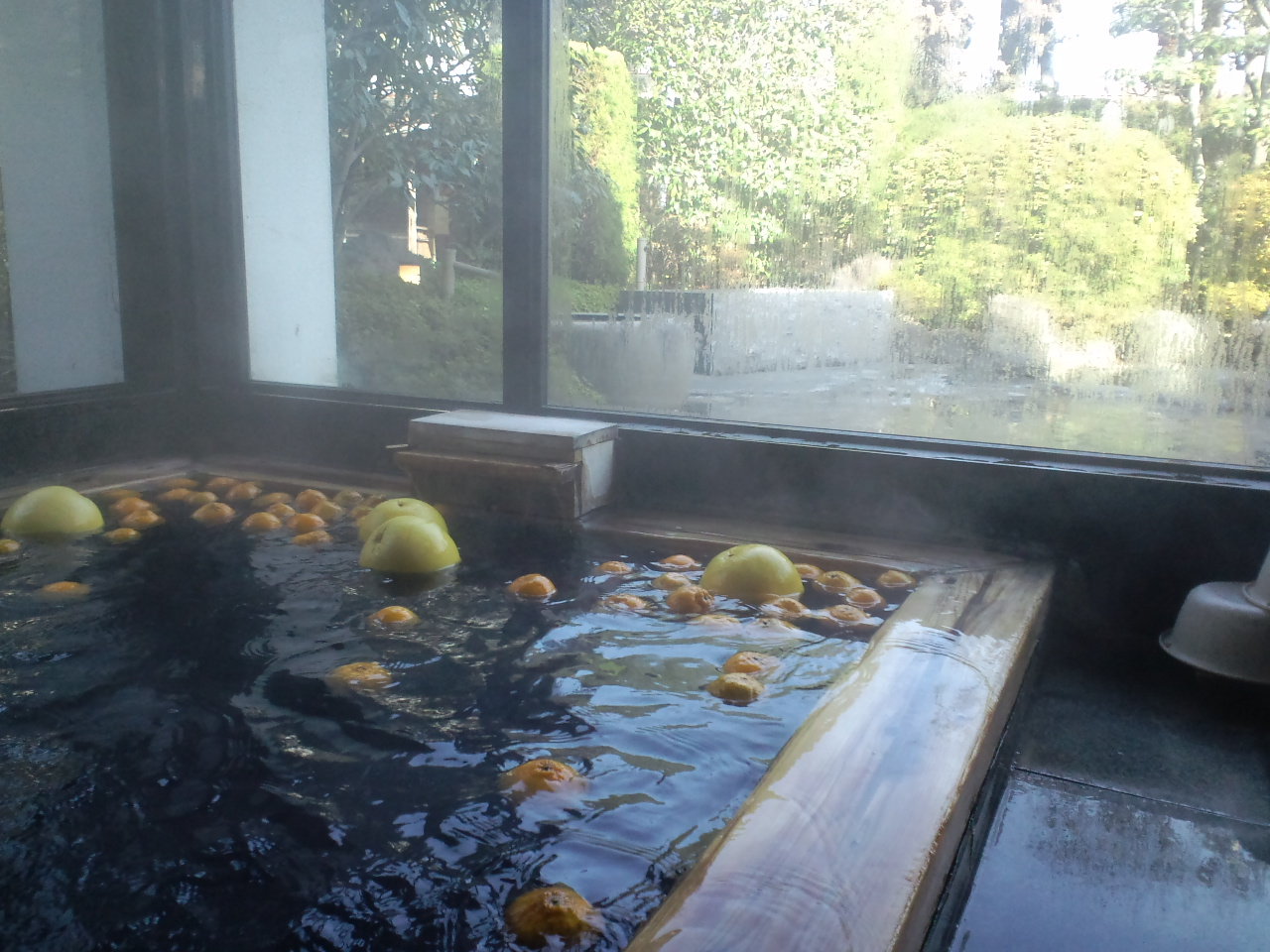
被放入浴湯的晚白柚果實和其他柑橘類水果（攝於日本熊本縣八代市日奈久溫泉）

此外，在晚白柚的主要產地熊本縣八代市，整個晚白柚果實和其他柑橘類水果會被放入浴缸中以散發香氣。當地亦有一家澡堂，以這種水果命名為“晚白柚”。